# جوش بين
جوش بين هو لاعب كرة القدم كندية كندي، ولد في 10 نوفمبر 1982 في كالغاري في كندا.